# Poggioreale (metropolitana di Napoli)
Poggioreale è una stazione in costruzione della linea 1 della metropolitana di Napoli, a servizio del quartiere omonimo.

## Storia
L'avvio dei cantieri della stazione è avvenuto il 2 luglio 2015, quando l'emiciclo di Poggioreale è stato interdetto al traffico tranviario per consentire lo scavo del pozzo della stazione, limitando la linea 2 del tram a piazza Nazionale. La realizzazione della stazione ha poi comportato anche la chiusura dell'intero emiciclo anche al traffico veicolare, a causa dell'utilizzo della stazione come sito d'estrazione della talpa.
I lavori hanno subito una frenata il 5 gennaio 2022 con il crollo di una serie di edifici nel cimitero monumentale di Poggioreale, causato da un'infiltrazione d'acqua proveniente da una falda sotterranea. I cantieri sono stati quindi posti sotto sequestro e bloccati fino al gennaio 2023, quando la Procura ha autorizzato la ripresa dei lavori e la messa in sicurezza del costone crollato.

## Strutture e impianti
Il progetto utilizza come ingresso la vecchia barriera doganale di Stefano Gasse e trasforma l'emiciclo preesistente in un porticato aperto al transito e agli spazi pedonali retrostanti, dando risalto all'ingresso del cimitero, posto di fronte. Davanti all'edificio sarà realizzato un lucernario che permetterà alla luce di penetrare ai piani sottostanti, mentre di sera l'illuminazione proveniente dall'interno diventa l'elemento caratterizzante di uno spazio pubblico riqualificato, collegato alla rete tranviaria. Il piano banchine sarà situato a circa 13 metri di profondità e sarà costituito da due binari in due canne distinte e due banchine laterali.

## Servizi
La stazione disporrà di:
- Fermata e capolinea autobus e tram